# Trevose
Trevose es un lugar designado por el censo ubicado en el condado de Bucks en el estado estadounidense de Pensilvania. En el Censo de 2010 tenía una población de 3550 habitantes y una densidad poblacional de 321 personas por km².

## Geografía
Trevose se encuentra ubicado en las coordenadas 40°47′3″N 76°40′17″O / 40.78417, -76.67139. Según la Oficina del Censo de los Estados Unidos, Trevose tiene una superficie total de 11.06 km², de la cual 11.06 km² corresponden a tierra firme y (0%) 0 km² es agua.

## Demografía
Según el censo de 2010, había 3550 personas residiendo en Trevose. La densidad de población era de 321 hab./km². De los 3550 habitantes, Trevose estaba compuesto por el 93.61% blancos, el 1.94% eran afroamericanos, el 0.2% eran amerindios, el 2.37% eran asiáticos, el 0.08% eran isleños del Pacífico, el 0.56% eran de otras razas y el 1.24% pertenecían a dos o más razas. Del total de la población el 2.82% eran hispanos o latinos de cualquier raza.